# Sai hỏng trao đổi chất bẩm sinh
Sai hỏng trao đổi chất bẩm sinh tạo nên một lớp lớn các bệnh di truyền liên quan đến rối loạn chuyển hóa bẩm sinh. Phần lớn là do các khiếm khuyết của các gen đơn mã hóa cho các enzyme tạo điều kiện chuyển đổi các chất khác nhau (cơ chất) thành các chất khác (sản phẩm). Trong hầu hết các rối loạn, các vấn đề phát sinh do tích tụ các chất độc hại hoặc gây trở ngại cho chức năng bình thường, hoặc ảnh hưởng đến khả năng giảm tổng hợp các hợp chất thiết yếu. Sai hỏng trao đổi chất bẩm sinh hiện nay còn được gọi là bệnh chuyển hóa bẩm sinh hoặc rối loạn chuyển hóa di truyền. Thuật ngữ sai hỏng trao đổi chất bẩm sinh được đưa ra bởi một bác sĩ người Anh, Archibald Garrod (1857–1936), vào năm 1908. Ông được biết đến với công trình nghiên cứu về giả thuyết "một gen-một enzyme", dựa trên các nghiên cứu của ông về bản chất và di truyền của alkapto niệu. Văn bản của ông, Sai hỏng trao đổi chất bẩm sinh đã được xuất bản vào năm 1923.

## Dấu hiệu và triệu chứng
Do số lượng lớn các bệnh này và nhiều hệ thống bị ảnh hưởng, gần như mọi "khiếu nại" đến một cơ sở chăm sóc sức khỏe đều tính đến các bệnh trao đổi chất bẩm sinh, đặc biệt là ở trẻ em. Sau đây là ví dụ về các biểu hiện tiềm năng ảnh hưởng đến từng hệ thống cơ quan chính.
- Sinh trưởng kém, không phát triển mạnh, giảm cân
- Cơ quan sinh dục không rõ ràng, dậy thì muộn, tuổi dậy thì sớm
- Chậm phát triển, co giật, mất trí nhớ, bệnh não, đột quỵ
- Điếc, mù lòa
- Phát ban da, sắc tố bất thường, thiếu sắc tố, phát triển tóc quá mức, nổi u trên da
- Bất thường về răng
- Suy giảm miễn dịch, số lượng tiểu cầu thấp, số lượng hồng cầu thấp, lá lách to, hạch bạch huyết mở rộng
- Nhiều dạng ung thư
- Ói mửa tái phát, tiêu chảy, đau bụng
- Đi tiểu quá nhiều, suy thận, mất nước, phù nề
- Huyết áp thấp, suy tim, tim to, tăng huyết áp, nhồi máu cơ tim
- Gan to, vàng da, suy gan
- Các chức năng trên khuôn mặt không bình thường, dị tật bẩm sinh
- Thở quá mức (thở gấp), suy hô hấp
- Hành vi bất thường, trầm cảm, rối loạn tâm thần
- Đau khớp, yếu cơ, chuột rút
- Suy giáp, suy thượng thận, thiểu năng sinh dục, đái tháo đường